# 武藤虎太

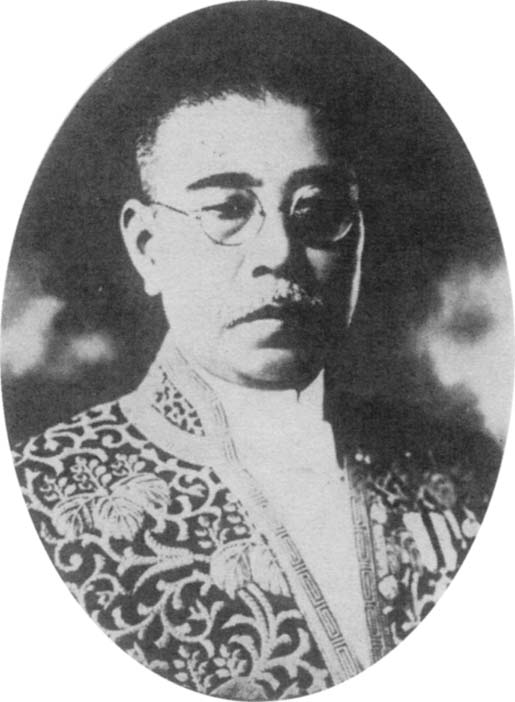
武藤虎太

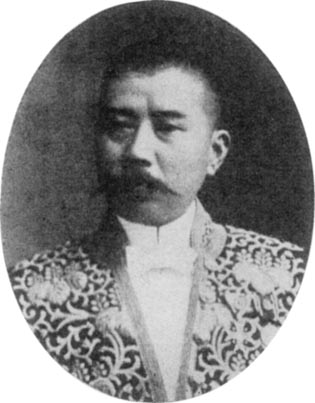
武藤虎太

武藤 虎太（むとう とらた、慶応3年7月7日（1867年8月6日） - 昭和9年（1934年）3月29日）は、日本の教育者。

## 経歴
肥後国菊池郡今村（熊本県菊池郡戸崎村、菊池町を経て現菊池市）に熊本藩士武藤一忠の長男として生まれた。1895年（明治28年）、東京帝国大学文科大学国史科を卒業。第五高等学校教授、第二高等学校教授、同校長を務め、1920年（大正9年）より2年間欧米を視察した。1921年（大正10年）、第四高等学校校長となり、のち第五高等学校校長に転じた。
退官後は、第五高等学校名誉教授の称号を受けた。その他、維新史料編纂会委員を務めた。

## 著書
- 『東洋史提綱』（英華堂、1901年）